# Livello di biosicurezza
Un livello di biosicurezza è un insieme di precauzioni di biocontenimento richieste per l'isolamento di agenti biologici pericolosi in un ambiente chiuso. Il livello di contenimento varia dal più basso livello di biosicurezza 1 (in inglese biosafety level 1 biosicurezza livello 1 o BSL-1) fino al più alto livello 4 (BSL-4). La definizione dei livelli è stata messa a punto negli Stati Uniti d'America dal Centers for Disease Control and Prevention (CDC). Nell'Unione europea gli stessi livelli sono definiti in una direttiva.

## Spiegazione

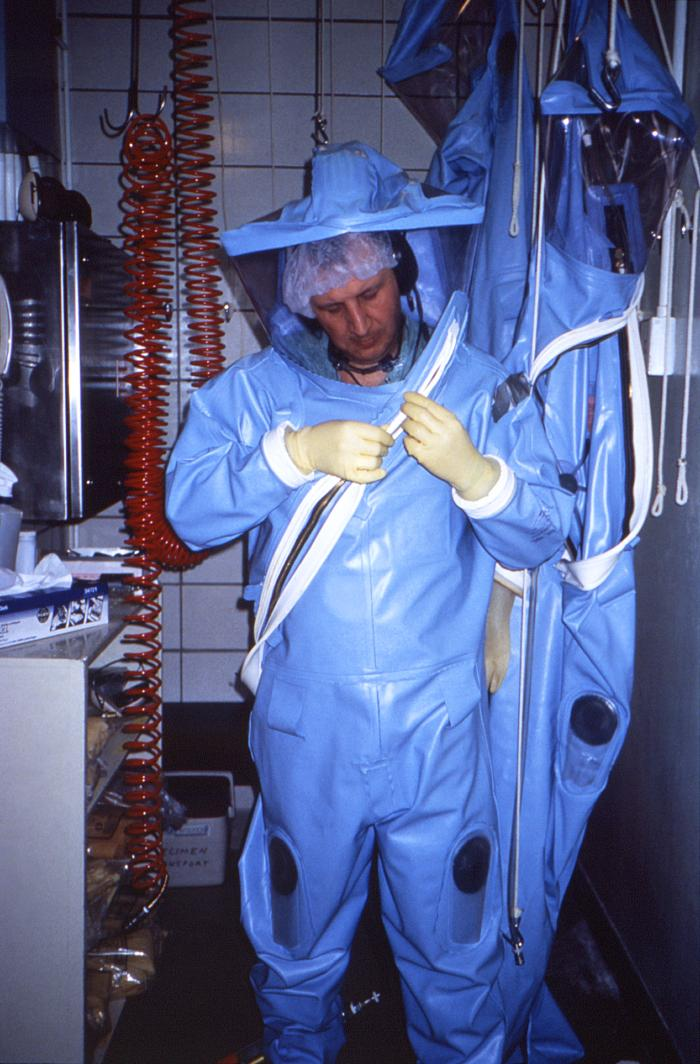
Tecnico del CDC indossa una tuta a pressione positiva vecchio modello prima di entrare in uno dei primi laboratori di massimo contenimento di biorischio del CDC.

Dal 2006, sono stati definiti 4 livelli di sicurezza biologica identificati con la sigla BSL derivante dall'inglese biological safety levels (livello di sicurezza biologico), seguita da un numero. Vi sono quindi i livelli da BSL1 fino a BSL4, comprendendo un livello intermedio anomalo BSL3-ag con "ag" per rischio agricolo. Il livello è interposto tra BSL3 e BSL4. Le installazioni con queste capacità vengono talvolta denominate con una scala tra P1 e P4 (con P iniziale di patogeno o livello di protezione), come per esempio nel termine laboratorio P3. Numeri maggiori indicano un maggior rischio per l'ambiente esterno.
Ai più bassi livelli di biocontenimento, la zona di contenimento può essere semplicemente una cappa aspirante chimica. I livelli più alti di contenimento prevedono invece l'isolamento degli agenti attraverso impianti per l'edificio, camere sigillate, contenitori sigillati, tute a pressione positiva e procedure elaborate per entrare nei locali, oltre che procedure di decontaminazione all'uscita. Nella maggior parte dei casi sono previsti anche alti livelli di sicurezza per l'accesso all'installazione, per assicurarsi che solo il personale autorizzato possa essere ammesso nelle aree sotto controllo, in modo da non influire sulla qualità del rispetto delle procedure nelle zone di contenimento.

## Livelli

### Livello di biosicurezza 1
Livello adatto per le attività che coinvolgono agenti ben caratterizzati e noti per non causare malattie negli esseri umani adulti sani e con un potenziale di pericolo minimo per il personale di laboratorio e per l'ambiente (CDC,1997).
Esso comprende diversi tipi di batteri e virus, tra cui l'epatite canina, non-patogeni come l'Escherichia coli, così come alcune colture cellulari e batteri non infettivi. A questo livello le precauzioni contro i materiali a rischio biologico sono minime e prevedono per la maggior parte dei casi l'uso di guanti e qualche sorta di protezione del viso. Il laboratorio non è necessariamente separato dagli ambienti di uso comune nell'edificio e il lavoro è generalmente condotto su banchi all'aperto, impiegando pratiche microbiologiche standard. Di solito i materiali contaminati vengono dismessi utilizzando recipienti di scarto aperti (ma indicati separatamente). Le procedure di decontaminazione per questo livello sono simili per molti aspetti alle comuni precauzioni contro i microrganismi di tutti i giorni (ad esempio lavarsi le mani con sapone antibatterico, lavare tutte le superfici esposte del laboratorio con disinfettanti, ecc). In un ambiente di laboratorio tutti i materiali utilizzati per colture cellulari e/o batteri vengono decontaminati utilizzando autoclave. Il personale di laboratorio ha una formazione specifica nelle procedure condotte in laboratorio e sono sorvegliati da uno scienziato con formazione generale in microbiologia o una scienza correlata.

### Livello di biosicurezza 2
Questo livello è simile al livello di biosicurezza 1 ed è adatto per le attività che implicano l'impiego di agenti patogeni di potenziale pericolo moderato per il personale e per l'ambiente. Comprende vari batteri e virus che causano solo lievi patologie negli esseri umani, o per le quali è difficile la trasmissione di patologie per via aerea in un ambiente di laboratorio, come ad esempio il C. difficile , la maggior parte delle clamidie, l'epatite A, B e C, l'orthopoxvirus, l'influenza A, la malattia di Lyme, Salmonella, parotite e morbillo, scrapie, MRSA e VRSA. La routine diagnostica che prevede di trattare campioni clinici, si può svolgere in modo sicuro al livello di biosicurezza 2. Le attività di ricerca (tra cui co-coltivazione, studi di replicazione del virus o le manipolazioni che coinvolgono virus concentrati) possono essere svolte in una struttura BSL-2 (P2), utilizzando pratiche e le procedure tipiche del livello BSL-3. Al contrario, le attività produttive di virus, tra cui le concentrazioni di virus, richiedono un impianto "BSL-3 (P3) e l'adozione delle relative pratiche e procedure, si veda livelli di biosicurezza raccomandati per agenti infettivi. Il livello BSL-2 differisce dal BSL-1 in quanto:
1. il personale di laboratorio ha una formazione specifica nella gestione di agenti patogeni ed è diretto da scienziati con formazione avanzata;
2. l'accesso al laboratorio è controllato quando il lavoro è in corso;
3. sono prese attente precauzioni per l'utilizzo di oggetti taglienti contaminati
4. alcune procedure in cui possono essere creati aerosol infettivi o schizzi sono condotte sotto cappa di sicurezza biologica o altri dispositivi di contenimento fisico.

### Livello di biosicurezza 3

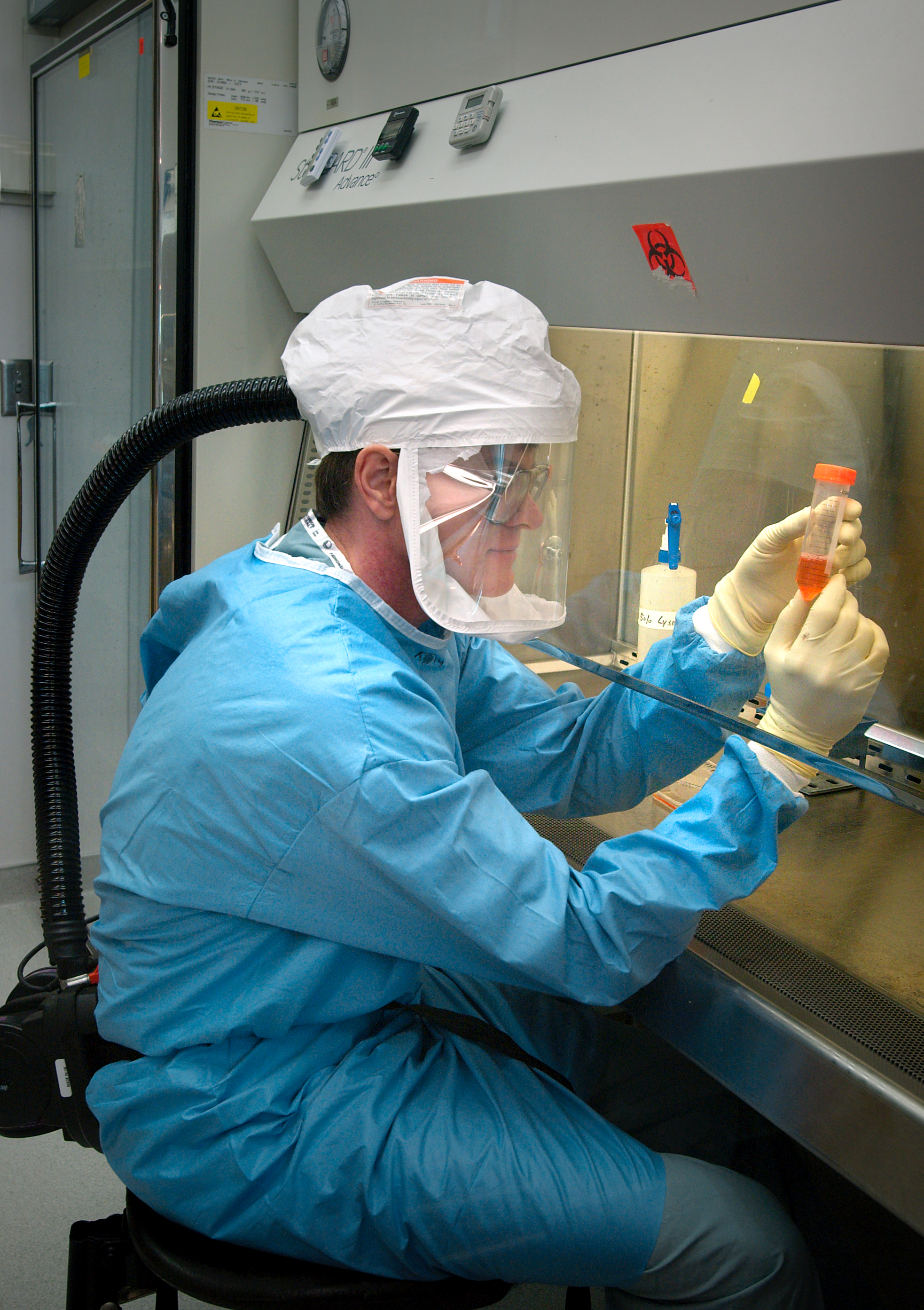
Ricercatore presso il Centers for Disease Control di Atlanta in Georgia al lavoro con il virus dell'influenza in un ambiente a livello di biosicurezza 3, con respiratore all'interno di un locale per biosicurezza (BSC).

Livello applicabile per installazioni di ricerche cliniche, diagnostiche, di insegnamento, di ricerca e di produzione nelle quali si impiegano agenti di produzione locale o provenienti dall'esterno che sono in grado di causare patologie serie o potenzialmente letali dopo l'inalazione. Sono compresi vari batteri, parassiti e virus che possono causare malattie serie o mortali negli umani ma per le quali esistono cure quali la Francisella tularensis, Mycobacterium tuberculosis, Chlamydia psittaci, virus della encefalite equina del Venezuela, virus dell'encefalite equina dell'Est, SARS-CoV, MERS-CoV, Coxiella burnetii, virus della febbre della Rift Valley, Rickettsia rickettsii, alcune specie di Brucella, chikungunya, virus della febbre gialla, virus del Nilo occidentale, Yersinia pestis e SARS-CoV-2.
Il personale di laboratorio ha un addestramento specifico per maneggiare agenti patogenici e potenzialmente letali e lavorano sotto la supervisione di scienziati competenti con esperienza nelle attività con questi agenti.
Tutte le procedure che prevedono la manipolazione di materiali infetti sono condotte all'interno di locali in grado di garantire la sicurezza biologica, cappe aspiranti specificamente progettate o altri dispositivi di contenimento, oppure tramite personale che indossa specifici vestiti ed equipaggiamenti protettivi. Questi laboratori sono progettati e realizzati con speciali caratteristiche.
È accettato, tuttavia, che alcuni impianti esistenti non possano avere tutte le caratteristiche raccomandate per la sicurezza biologica di livello 3 (ossia, zona di accesso a doppia porta e ingressi sigillati). In queste condizioni, si può ottenere un livello di sicurezza accettabile per lo svolgimento delle procedure di routine, (ad esempio, procedure diagnostiche che comportano la propagazione di un agente per l'identificazione, tipizzazione, test di sensibilità, ecc), anche in un livello di biosicurezza 2 (P2) prevedendo come minimo che:
1. l'aria inviata verso l'esterno venga filtrata,
2. la ventilazione del laboratorio sia progettata in modo da far sì che il flusso d'aria sia diretto dall'esterno verso l'interno,
3. l'accesso al laboratorio sia controllato quando ci sono lavorazioni in corso e
4. le pratiche standard e i dispositivi di sicurezza per la sicurezza biologica di livello 3 siano utilizzati rigorosamente.

La decisione di adottare questa deroga al livello di sicurezza 3 può essere solo del direttore del laboratorio.

### Livello di biosicurezza 4

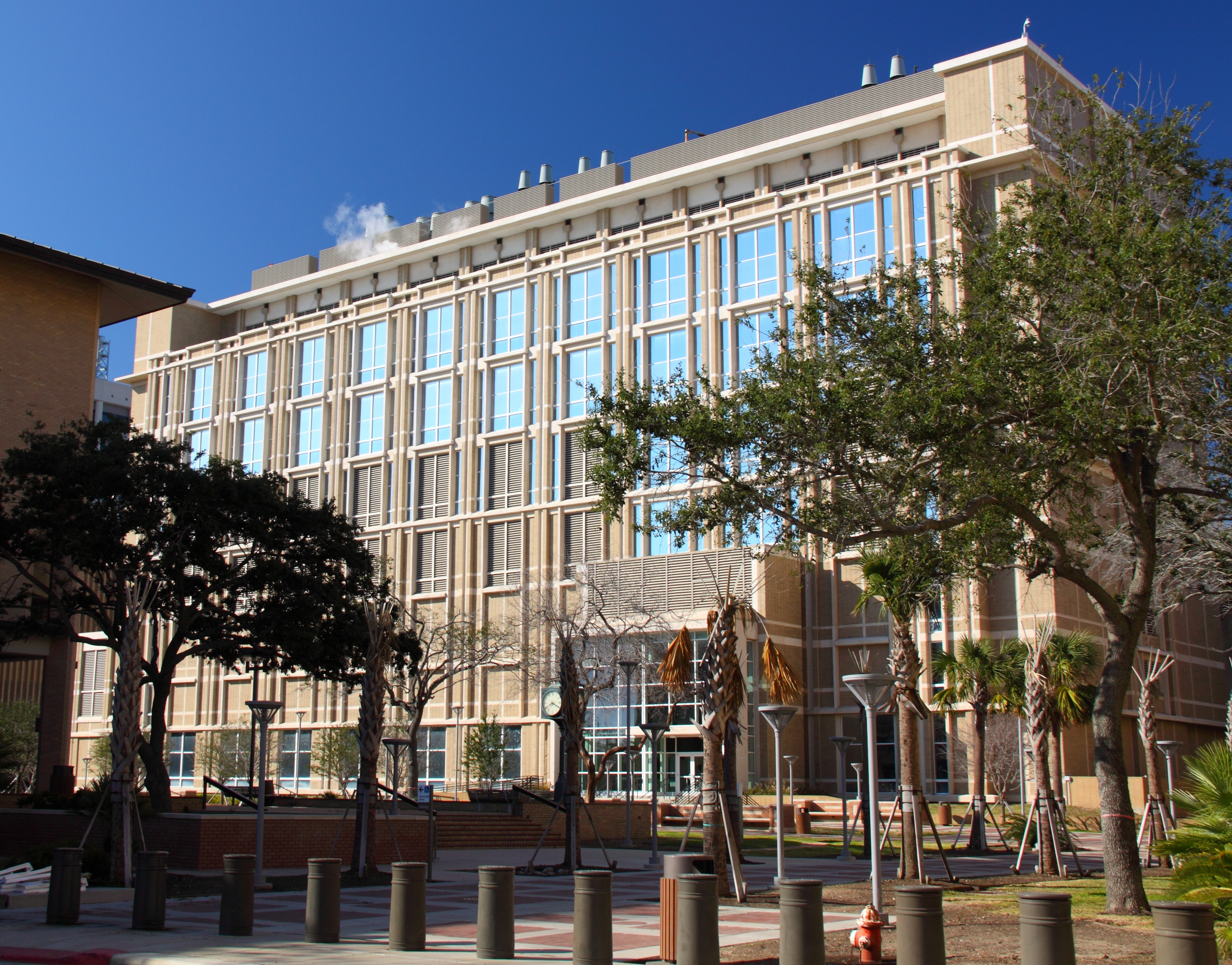
Il Galveston National Laboratory a livello BSL-4 (P4) presso il campus della University of Texas Medical Branch

Questo livello è necessario per lavorare con agenti pericolosi ed esotici che presentano un elevato rischio di trasmissione di infezioni in laboratorio per via aerea, con agenti che causano gravi malattie mortali in esseri umani per le quali non sono disponibili vaccini o altri trattamenti, come ad esempio le febbri emorragiche boliviane e argentine, Marburg virus, virus Ebola, Virus Lassa, febbre emorragica Congo-Crimea e varie altre patologie emorragiche. Questo livello è utilizzato anche per lavorare con agenti quali il vaiolo che sono considerati pericolosi abbastanza da richiedere ulteriori misure di sicurezza, indipendentemente dalla disponibilità di vaccinazione. Quando si tratta di rischi biologici a questo livello l'uso di un tuta personale a pressione positiva, con una fornitura di aria separata è obbligatoria.
L'entrata e l'uscita di un laboratorio biologico di livello quattro prevederà docce, una camera a vuoto, una camera con luce ultravioletta e altre misure di sicurezza volte a distruggere tutte le tracce del rischio biologico. Vengono impiegati varchi di accesso a tenuta stagna e sigillabili, protetti elettronicamente per evitare che entrambe le porte vengano aperte contemporaneamente. Tutta l'aria e acqua utilizzata in un laboratorio con livello di biosicurezza 4 (o P4) sarà oggetto di procedure di decontaminazione e di sicurezza per evitare la possibilità di un rilascio accidentale.
I membri del personale di questi laboratori hanno una formazione specifica e approfondita nella gestione degli agenti infettivi estremamente pericolosi e comprendono le funzioni del sistema di contenimento primario e secondario, delle pratiche standard e speciali, delle attrezzature di contenimento e le caratteristiche di progettazione in generale del laboratorio. Sono seguiti da scienziati qualificati e con esperienza nel lavoro con questi agenti. L'accesso al laboratorio è strettamente controllato dal direttore del laboratorio.
La struttura è collocata o in un edificio separato, o in una zona controllata all'interno di un edificio, completamente isolata da tutte le altre aree. Deve essere realizzato un manuale specifico per le operazioni e devono essere previsti specifici protocolli di costruzione per prevenire la contaminazione con l'esterno. Spesso si utilizzano impianti in pressione negativa che, anche se compromessi, sono comunque in grado di inibire la creazione di un focolaio di agenti patogeni trasmissibili per via aerea.

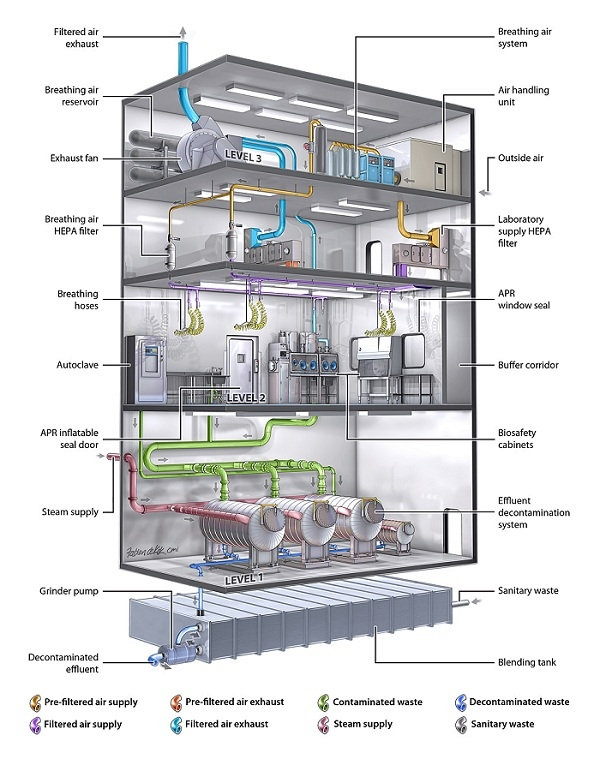

## Strutture

### Livello di biosicurezza 3
Di seguito un elenco di strutture BSL-3 in Italia.
| Nazione | Città     | Nome                                                             | Data realizzazione | Descrizione |
| ------- | --------- | ---------------------------------------------------------------- | ------------------ | --- |
| Italia  | Sigonella | Naval Medical Research Unit Three (NAMRU-3)                      | 2019               | Laboratorio di ricerca biomedica della Marina degli Stati Uniti situato a Sigonella, Italia. In precedenza si trovava al Cairo, in Egitto. NAMRU-3 è la più antica struttura di ricerca medica militare all'estero degli Stati Uniti rimasta nella stessa posizione e uno dei più grandi laboratori di ricerca medica nella regione del Nord Africa-Medio Oriente. |
| Italia  | Trieste   | ICGEB BSL3 Facility                                              | 2017               | |
| Italia  | Roma      | Istituto nazionale per le malattie infettive Lazzaro Spallanzani |                    | |
| Italia  | Roma      | Istituto Superiore dì Sanità                                     | 2021               | Realizzato con il contributo della Banca d'Italia nel corso della pandemia di COVID-19 |
| Italia  | Legnaro   | Istituto zooprofilattico sperimentale delle Venezie              |                    | |

Secondo un rapporto dello statunitense Government Accountability Office (GAO) pubblicato il 4 ottobre 2007, sono state identificate un totale di 1356 strutture BSL-3 registrate presso il CDC/USDA e presenti negli Stati Uniti (GAO-08-108T). Questa cifra è solo una stima prudente delle strutture esistenti negli Stati Uniti in quell'anno. All'incirca il 36% dei laboratori dell'elenco sono in istituti di ricerca universitaria. 

### Livello di biosicurezza 4
Nel 2007 furono identificati solo 15 strutture a livello BSL-4 negli Stati Uniti, compresi nove laboratori federali.
A febbraio 2017 la Cina ha dichiarato l'imminente apertura del primo laboratorio di livello 4 del proprio continente.
Di seguito un elenco di strutture BSL-4 nel mondo.
| Nome | Città                                                                  | Data realizzazione                   | Descrizione |
| --- | ---------------------------------------------------------------------- | ------------------------------------ | --- |
| National Service of Healthcare and Agriculture Quality [SENASA]                                                         | Argentina, Buenos Aires                                                | in costruzione                       | |
| Virology Laboratory of the Queensland Department of Health                                                              | Australia, Queensland, Coopers Plains                                  |                                      | |
| Korea Centers for Disease Control and Prevention (KCDC)                                                                 | Corea del Sud, contea di Cheongwon, provincia North Chungcheong, Osong | 2013                                 | |
| University of Queensland - Sir Albert Sakzewski Virus Research Centre (SASVRC) Royal Women's Hospital Brisbane P3 (BL3) | Australia, Queensland, Herston                                         |                                      | |
| Australian Animal Health Laboratory                                                                                     | Australia, Victoria, Geelong                                           |                                      | |
| National High Security Laboratory                                                                                       | Australia, Victoria, North Melbourne                                   |                                      | National High Security Laboratory Opera sotto il coordinamento del Victoria Infectious Diseases Reference Laboratory. |
| Republican Research and Practical Center for Epidemiology and Microbiology                                              | Bielorussia, Minsk                                                     |                                      | Dipartimento di epidemiologia molecolare & biotecnologie innovative |
| National Microbiology Laboratory                                                                                        | Canada, Manitoba, Winnipeg                                             |                                      | Presso il Canadian Science Centre for Human and Animal Health, è utilizzato congiuntamente con la Public Health Agency of Canada e la Canadian Food Inspection Agency. |
| Istituto di virologia di Wuhan della accademia delle scienze cinese                                                     | Cina, Hubei, Wuhan                                                     | 2003                                 | L'istituto Wuhan di virologia ha anche un laboratorio BSL-3. È in corso di costruzione una distinta struttura BSL-4 basandosi su standard P4, la tecnologia originale di confinamento sviluppata dalla Francia. Sarà il primo a livello 4 in Cina, sotto la direzione di Shi Zhengli (Inizio lavori Wuhan BslP4 30/06/2011, fine lavori 30/01/2015, entrato in funzione nel gennaio 2018). |
| Biological Defense Center                                                                                               | Repubblica Ceca, regione di Pardubice, Těchonín                        | 1971, ricostruito tra il 2003 e 2007 | Presso il Centrum biologické ochrany (Centro di difesa biologica) |
| Laboratoire P4 Jean Mérieux                                                                                             | Francia, Rhône-Alpes, Lione                                            | 5 marzo 1999                         | Jean Mérieux laboratorio ottenuto dalla cooperazione tra Istituto Pasteur e INSERM. Da notare che in Francia, la sigla utilizzata è P4 dalla iniziale per patogeno o livello di protezione 4. |
| Laboratoire de la DGA                                                                                                   | Francia, Vert-le-Petit, Essonne                                        | 24 ottobre 2013                      | Il laboratorio della DGA è gestito dal ministero della difesa francese. |
| Centre International de Recherches Médicales de Franceville                                                             | Gabon                                                                  |                                      | Struttura utilizzata da una organizzazione di ricerca supportata da entrambi i governi del Gabon (principalmente) e della Francia. Unico laboratorio P4 (BSL-4) dell'Africa occidentale. |
| Robert Koch Institute                                                                                                   | Germania, Berlino                                                      |                                      | La struttura ha ricevuto i permessi per la costruzione nella città di Berlino il 30 novembre 2008. |
| Bernhard Nocht Institute for Tropical Medicine                                                                          | Germania, Amburgo                                                      |                                      | |
| Friedrich Loeffler Institute sull'Isola di Riems                                                                        | Germania, Isola di Riems (Greifswald)                                  | 2010                                 | Tratta specialmente virologia |
| Philipps University di Marburg                                                                                          | Germania, Marburg                                                      | 2008                                 | La struttura è autorizzata a lavorare con organismi geneticamente modificati |
| High Security Animal Disease Laboratory (HSADL)                                                                         | India, Bhopal                                                          | 1998                                 | La struttura tratta specialmente organismi zoonotici e nuove minacce di malattie infettive. |
| Centre for Cellular and Molecular Biology                                                                               | India, Hyderabad                                                       | 2009                                 | Struttura nazionale di contenimento a livello di biosicurezza 4 utilizzata per lo studio delle malattie infettive umane e per la ricerca clinica |
| All India Institute of Medical Sciences                                                                                 | India, Nuova Delhi                                                     | 1993                                 | Conduce studi sui maggiori organismi patogenici. Ha contribuito alla scoperta di nuovi ceppi e vaccini. |
| Microbial Containment Complex                                                                                           | India, Pune                                                            | 2012                                 | Laboratorio di biosicurezza livello 4 creato dall'ICMR con il supporto del Department of Science & Technology |
| Ospedale Luigi Sacco | Italia, Lombardia, Milano                                              |                                      | Clinica universitaria situata nel Polo Universitario di Milano; ha a disposizione due veicoli speciali per il trasporto in sicurezza di pazienti infetti. |
| Istituto nazionale per le malattie infettive                                                                            | Italia, Lazio, Roma                                                    | 1936 (1997)                          | L'istituto collaborava con l'ospedale Lazzaro Spallanzani. Attualmente è indipendente e ha disponibili cinque laboratori BSL-3 e un laboratorio BSL-4 completato nel 1997. |
| National Institute for Infectious Diseases                                                                              | Giappone, Tokyo, Musashimurayama                                       |                                      | Sede presso il National Institute for Infectious Diseases, Department of Virology I; questo laboratorio ha le potenzialità per operare al livello BSL-4, ma è limitato a operare solo con agenti BSL-3 a causa dell'opposizione delle comunità e residenti locali. |
| Institute of Physical and Chemical Research                                                                             | Giappone, Prefettura di Ibaraki, Tsukuba                               |                                      | Struttura BSL-4 non operativa. |
| Netherlands National Institute for Public Health and the Environment (RIVM)                                             | Paesi Bassi, Bilthoven                                                 | 2009                                 | |
| Cantacuzino Microbiological Research Institute (INCDMI)                                                                 | Romania, Bucarest                                                      |                                      | [ 20 ] |
| "Dr. Carol Davila" Central Military Hospital                                                                            | Romania, Bucarest                                                      |                                      | [ 21 ] |
| State Research Center of Virology and Biotechnology VECTOR                                                              | Russia, Oblast' di Novosibirsk, Kol'covo                               |                                      | Una delle due strutture al mondo a possedere ufficialmente il virus del vaiolo. L'altro laboratorio russo a livello BSL-4 è stato chiuso. |
| National Institute for Communicable Diseases                                                                            | Sudafrica, Johannesburg                                                | 1976                                 | National Institute for Communicable Diseases of Special Pathogens Unit Archiviato il 27 ottobre 2014 in Internet Archive. è una delle due strutture BSL-4 in Africa e l'unica a consentire l'accesso con tute nel laboratorio. |
| The Swedish BSL-4 Laboratory                                                                                            | Svezia, Solna                                                          | 2001                                 | Il laboratorio è collocato nell strutture della Public Health Agency of Sweden ed è l'unica a livello BSL-4 per i paesi scandinavi. Nella struttura è anche presente un laboratorio a livello BSL-3. |
| University Hospital of Geneva                                                                                           | Svizzera                                                               |                                      | |
| Spiez Laboratory | Svizzera, Spiez                                                        |                                      | |
| Preventive Medical Institute of ROC Ministry of National Defense                                                        | Taiwan                                                                 |                                      | |
| Health Protection Agency's Centre for Infections                                                                        | Regno Unito, Colindale                                                 |                                      | Sede nell'unità per lo studio delle zoonosi virali. |
| National Institute for Medical Research                                                                                 | Regno Unito, Londra                                                    |                                      | [ 26 ] |
| Institute for Animal Health                                                                                             | Regno Unito, Pirbright                                                 |                                      | |
| Microbiological Research struttura, University of Warwick                                                               | Regno Unito, Warwick                                                   |                                      | |
| Institute for Animal Health Compton Laboratory                                                                          | Regno Unito, Compton                                                   |                                      | [ 27 ] |
| Defence Science and Technology Laboratory                                                                               | Regno Unito, Porton Down                                               |                                      | |
| Health Protection Agency                                                                                                | Regno Unito, Porton Down                                               |                                      | Unità speciale per lo studio degli organismi patogeni. Banca dei batteri. |
| Health Protection Agency                                                                                                | Regno Unito, Porton Down                                               |                                      | Specializzata in Botulismo. |
| Francis Crick Institute                                                                                                 | Regno Unito, Londra                                                    |                                      | In costruzione. L'UKCMRI non lavorerà con agenti patogeni per l'uomo di livello 4. |
| Centers for Disease Control and Prevention                                                                              | Stati Uniti d'America, Georgia, Atlanta                                |                                      | Attualmente opera in due edifici. Una delle due strutture nel mondo a possedere ufficialmente il vaiolo. |
| Georgia State University                                                                                                | Stati Uniti d'America, Georgia, Atlanta                                |                                      | Struttura di vecchia concezione che impiega un contenitore con guanti. |
| National Bio and Agro-Defense struttura (NBAF), Kansas State University                                                 | Stati Uniti d'America, Kansas, Manhattan                               |                                      | In costruzione. La struttura è utilizzata dal Department of Homeland Security e sostituisce il Plum Island Animal Disease Center (che non è una struttura di livello BSL-4 ). Pianificata operativa per il 2015, ma probabilmente vi saranno ritardi. |
| National Institutes of Health (NIH)                                                                                     | Stati Uniti d'America, Maryland, Bethesda                              |                                      | Situata nel Campus NIH, attualmente lavora solo con agenti BSL-3. |
| Integrated Research Facility                                                                                            | Stati Uniti d'America, Maryland, Fort Detrick                          |                                      | Struttura utilizzata dal National Institute of Allergy and Infectious Diseases (NIAID) |
| National Biodefense Analysis and Countermeasures Center (NBACC)                                                         | Stati Uniti d'America, Maryland, Fort Detrick                          |                                      | in costruzione. sarà gestito dal Department of Homeland Security. |
| US Army Medical Research Institute of Infectious Diseases (USAMRIID)                                                    | Stati Uniti d'America, Maryland, Fort Detrick                          | 1969                                 | Vecchio edificio |
| US Army Medical Research Institute of Infectious Diseases (USAMRIID)                                                    | Stati Uniti d'America, Maryland, Fort Detrick                          | 2017?                                | Nuovo edificio attualmente in costruzione |
| National Emerging Infectious Diseases Laboratory (NEIDL), Boston University                                             | Stati Uniti d'America, Massachusetts, Boston                           |                                      | In costruzione a cura della Boston University. Edificio e addestramento del personale completati, in attesa delle autorizzazioni. |
| NIAID Rocky Mountain Laboratories                                                                                       | Stati Uniti d'America, Montana, Hamilton                               |                                      | National Institute of Allergy and Infectious Diseases |
| Kent State University, Kent Campus                                                                                      | Stati Uniti d'America, Ohio, Kent                                      |                                      | Opera come laboratorio a livello 3 per addestramento. In programma la conversione a livello 4 in risposta alla crescente minaccia di bioterrorismo negli Stati Uniti |
| Galveston National Laboratory, National Biocontainment facility                                                         | Stati Uniti d'America, Texas, Galveston                                |                                      | Aperta nel 2008. La struttura è utilizzata dall'University of Texas Medical Branch. |
| Shope Laboratory | Stati Uniti d'America, Texas, Galveston                                |                                      | Utilizzata dall'University of Texas Medical Branch (UTMB). |
| Texas Biomedical Research Institute                                                                                     | Stati Uniti d'America, Texas, San Antonio                              |                                      | Unico laboratorio privato a livello BSL-4 negli Stati Uniti. |